# De California a Granada
De California a Granada es un álbum de flamenco del cantante californiano El Pollito de California publicado originalmente en 2003.

## Lista de canciones
1. Y con el yali
2. Rumbo rumbero
3. Quiero volar
4. Resaca
5. En las galeras
6. Gertrudis
7. Que fatiguitas paso yo
8. Del pañuelo que tu llevas
9. Vete ya
10. Caminantes
11. Por la mañana
12. Que alegría niña
13. Hay que ver la guasa
14. Pan y chocolate

- Datos: Q5800601